# Bolków
Bolków là một thị trấn thuộc Jaworski, tỉnh Dolnośląskie ở miền tây nam Ba Lan. Thị trấn có diện tích 7 km². Đến ngày 1 tháng 1 năm 2011 dân số của thị trấn là 5295 người và mật độ 689 người/km².